# Hooghiemstra (Utrecht)
Hooghiemstra is een voormalige veevoederfabriek in de Nederlandse stad Utrecht.
Jurjen Sjoerd Hooghiemstra was een schipper uit Kampen die hooi en stro verkocht. In 1865 besloot hij zijn handel aan land voort te zetten en vestigde hij zich net buiten Utrecht in een schuur aan de Wittevrouwensingel. Het pakhuis uit 1872 voor de verkoop van hooi en stro J.S. Hooghiemstra is in 2008 gerestaureerd. In 1880 breidde Hooghiemstra zijn handel uit met het malen van voer en in 1885 werd een stoommachine geïnstalleerd. Rondom de fabriek ontstonden rond de eeuwwisseling de wijken Vogelenbuurt en Wittevrouwen. Vanaf 1911 was de naam van het bedrijf NV Utrechtsche Fouragehandel en Voederkoekenfabriek v/h J.S. Hooghiemstra. De activiteiten van het bedrijf hadden zich zo uitgebreid dat een nieuw pakhuis nodig was.
In 1912 werd een pakhuis gebouwd van zes verdiepingen met hoektorentjes, naar een ontwerp van architect M.E. Kuiler, die zich daarbij liet inspireren door de Franse châteaux de l'industrie. In 1916 werd het gebouw verhoogd met twee verdiepingen. In de vroege jaren 1920 opende het bedrijf vijf filialen in Midden-Nederland, er werd een fabriek aan de Vaartsche Rijn aangekocht en er werd begonnen met de productie van pluimveevoer. In 1927 begon de productie van havermout, waarvan het later een van de drie grootste producenten in Nederland werd. 
Aan de Wittevrouwensingel ontstond een industrieel complex met eigen garages. Het pand Wittevrouwensingel 95 uit 1932 was de garage voor de auto's van de vele vertegenwoordigers. Het pand nummer 99 uit 1923 was het magazijn voor landbouwwerktuigen en kunstmest. Op nummer 102 staat de voormalige garages uit 1931 voor de vele bedrijfswagens voor het expeditiepand en voormalige Huis Welgelegen. Daartussen stonden woningen en kantoren van de fabriek. Na de Tweede Wereldoorlog versnelde de schaalvergroting zich in de scheepvaart en havermout werd minder populair door de nieuwe producten uit de zuivelindustrie. In de jaren 1950 werd Hooghiemstra overgenomen door de Coöperatieve Stichtsche Olie- en Lijnkoekenfabriek (SOL), waarna de vestigingen van Hooghiemstra sloten (Wittevrouwensingel en Jutfaseweg) en zij stopte met de verkoop van havermout.
In 1955 werd het terrein verkocht aan VRG-papier, dat hier haar dochterbedrijf, de etikettenfabriek Avery, vestigde. Veel gebouwen op het terrein werden gesloopt, waaronder de villa Huis Welgelegen, die deels verbouwd was tot stal voor de paarden van Hooghiemstra die de wagens met handelswaar trokken. Er werd een nieuw gebouw van acht verdiepingen in functionele bouwstijl tegen het Hooghiemstra-gebouw aan gebouwd, dat later bekend werd als het Avery-gebouw. In 1972 werd het complex door de gemeente Utrecht aangekocht met de bedoeling het te slopen en een nieuwe weg aan te leggen. In hetzelfde jaar opende de nieuwe fabriek van Avery in Overvecht.
In 1985 werd het complex aan de Wittevrouwensingel gekraakt. Tientallen dakloze jongeren vonden een tijdelijk onderdak en er werden oefenruimtes voor bandjes en ateliers voor kunstenaars ingericht. Er vonden acid house- en andere dansfeesten plaats die veel publiek trokken. Als kraakpand stond het complex bekend als De Fabriek.
In 1988 werd de Stichting Wittevrouwen Bolwerk opgericht, die plannen ontwikkelde om het complex te behouden ten behoeve van een bedrijfsverzamelgebouw. Een haalbaarheidsonderzoek wees uit dat alleen het Avery-gebouw behouden kon blijven en het Hooghiemstra-deel gesloopt zou moeten worden. De Werkgroep Industriële Archeologie Utrecht noemde het Hooghiemstragebouw echter een zeer belangrijk industrieel monument uit het begin van de twintigste eeuw en probeerde de gemeente te overtuigen van het belang van behoud van het gebouw. De gemeente verkocht het complex uiteindelijk voor een symbolisch bedrag van één gulden aan de stichting en gaf 3,5 miljoen gulden subsidie voor renovatie. In 2015 werden de in 1916 verdwenen torenspitsen hersteld.

## Trivia
Tijdens de Tweede Wereldoorlog smokkelden een aantal medewerkers van Hooghiemstra havermout naar buiten met behulp van speciale hemden waar vakken in waren gemaakt en die vervolgens strak om het lichaam werden geschort om bij fouillering niet betrapt te worden. Bij ontdekking van smokkel werd een maand loon ingehouden. Degenen die moesten fouilleren deden vaak een oogje toe zodat zij later ook van de buit konden meeprofiteren.

## Fotogalerij

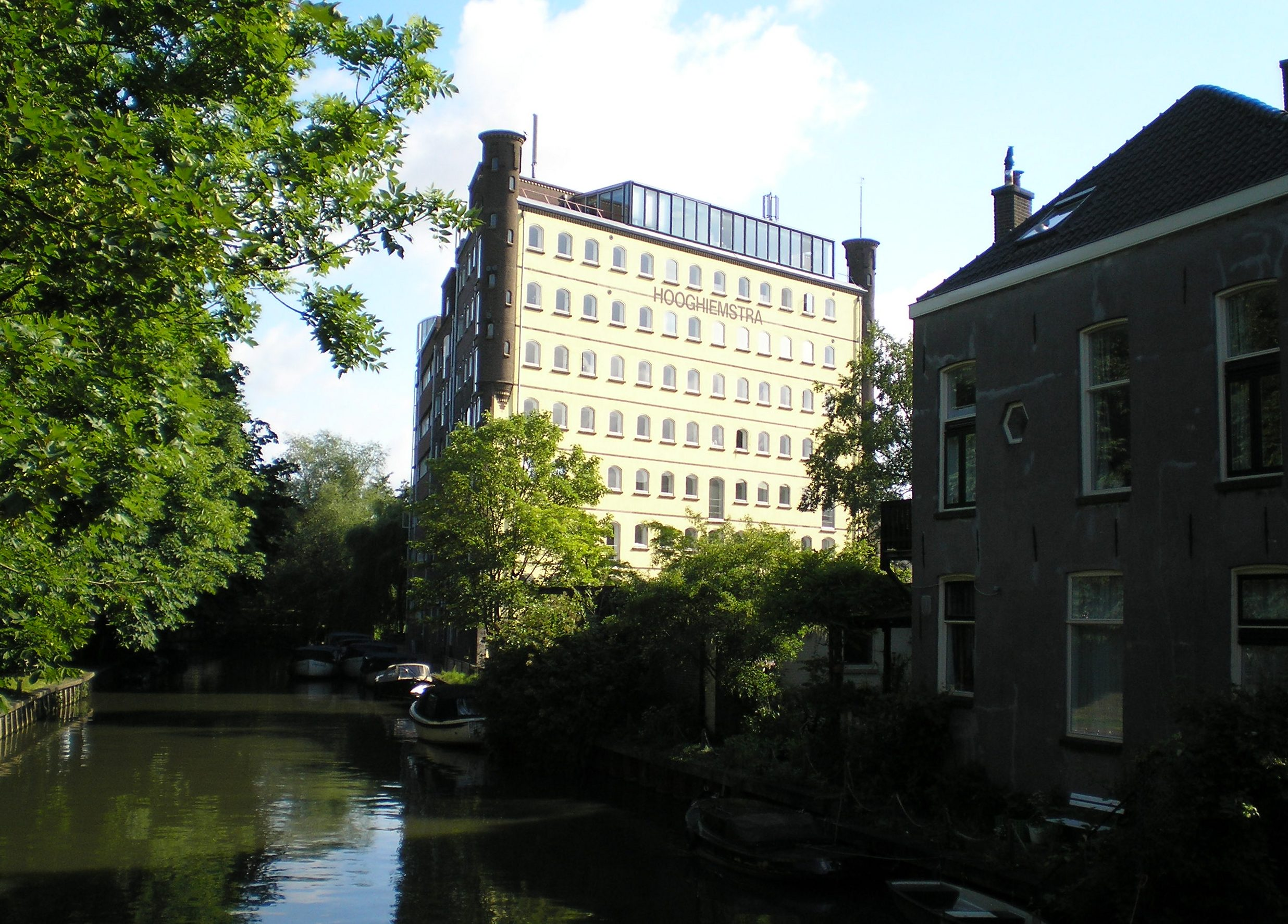
Hooghiemstra langs de Biltsche Grift gezien vanaf de Vaaltbrug
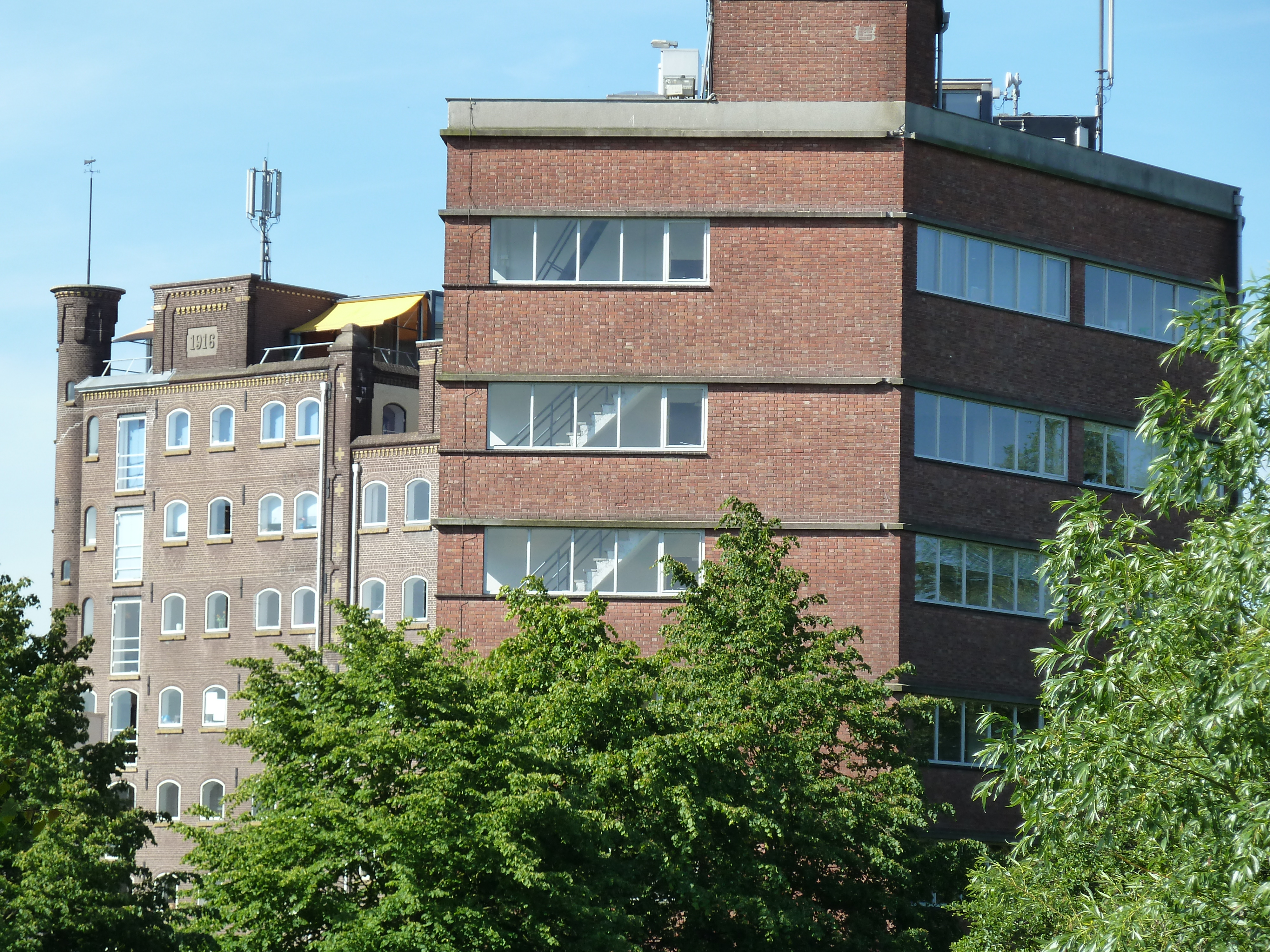
Hooghiemstra (links) en Avery (rechts), gezien vanaf het Griftpark
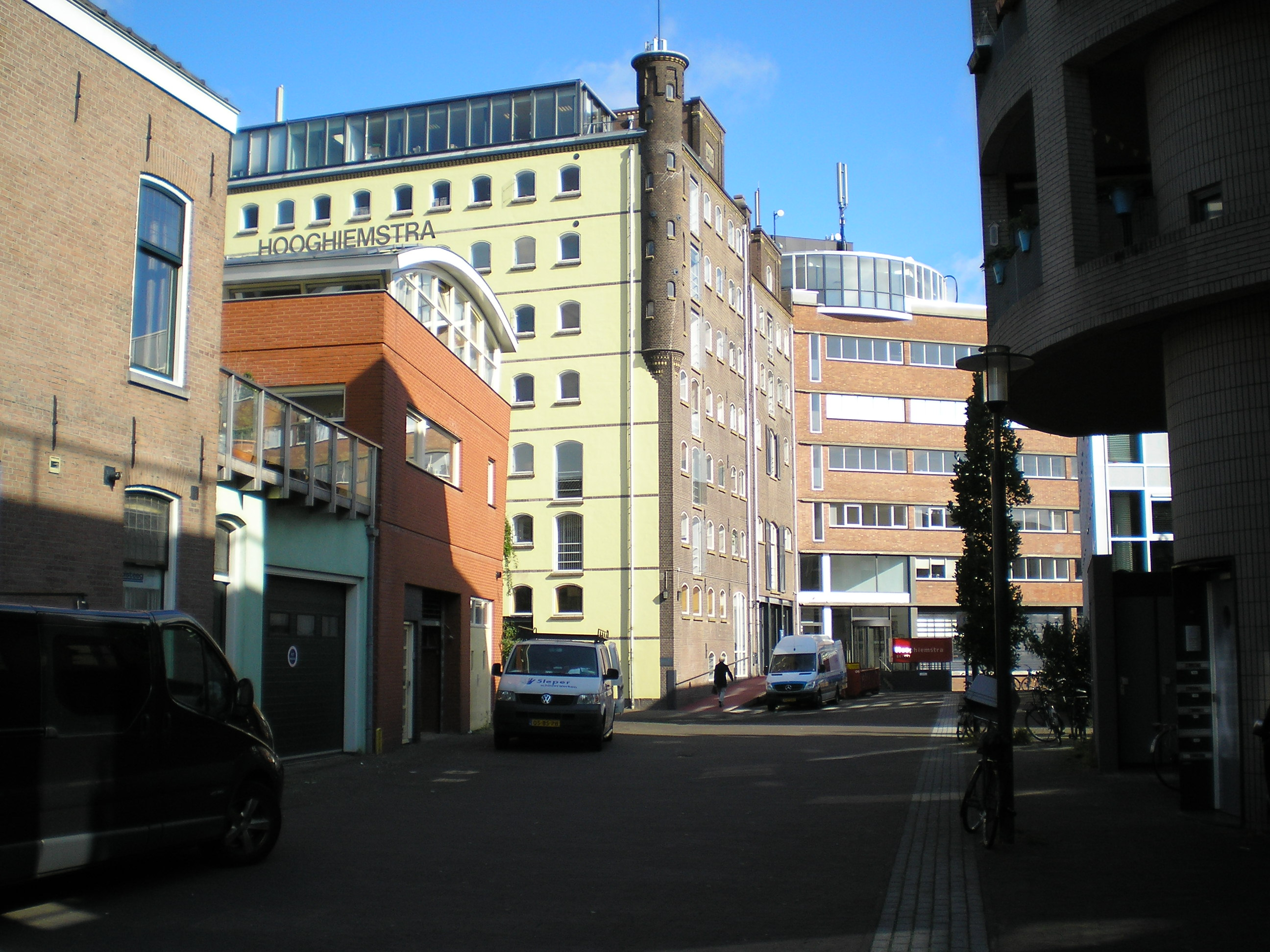
Hooghiemstra op bedrijventerrein langs de Wittevrouwensingel te Utrecht

Hedendaags:
Douwe Egberts ·
HUBO ·
Koninklijke Jongeneel ·
Mediq ·
UMS Pastoe ·
Rabobank ·
Stork ·
Strukton ·
Vitens ·
WE

Niet meer bestaand:
Charles Vögele ·
De Korenschoof ·
De Landbouw ·
Demka ·
ElectroRail ·
GVU ·
Batterijenfabriek Herberhold ·
Hooghiemstra ·
Gemeentelijke Gasfabriek ·
Jan Jongerius N.V. ·
N.V. L B Kagenaar ·
Lood- en Zinkpletterij Hamburger ·
Lubro ·
Machinefabriek Frans Smulders ·
Machinefabriek Jaffa ·
Nieaf ·
Olland · 
Pannevis · 
PEGUS ·
N.V. Philips Lasstavenfabriek ·
PUEM ·
Systeem Coq ·
Van Boekhoven - Bosch ·
Werkspoor